# Börje Lindström
Börje Lindström, född 23 maj 1952 i Vilhelmina församling i Västerbottens län, är en svensk författare, poet och dramatiker. 

## Biografi
Börje Lindström kommer ursprungligen från byn Latikberg i södra Lappland. Efter gymnasieåren i Vilhelmina utbildade han sig till journalist och bildade en poesigrupp tillsammans med Bengt Berg  på 1970-talet. Lindström debuterade 1975 med diktsamlingen Skenet från den andra stranden.
Lindström har skrivit lyrik, prosa, barn- och ungdomsdramatik. Som dramatiker debuterade han med Sprit på Unga Klara 1978.  Han var redaktör för tidskriften Rallarros 1974 -1976 och för Lyrikvännen och FIB:s Lyrikklubb 1976-1982. Han skrev samtliga texter till rockbandet Wildmarkens andra album utgivet 1977. Han har tillsammans med Lasse Söderberg och Tomas Tranströmer översatt prosadikter av Robert Bly.

## Priser och utmärkelser
- 1988 – Svenska teaterkritikers barn- och ungdomsteaterpris[5]
- 1988 – Prix d'Assitej[6]
- 2018 – Samfundet De Nios Särskilda pris[7]
- 2020 – Svenska Akademien Kallebergerstipendidiet 2020[8]